# François Marchand-Collin
François Marchand-Collin est un homme politique français né le 27 juillet 1772 à Étain (Meuse) et décédé le 10 octobre 1831 au même lieu.
Receveur particulier des finances à Briey, il est député de la Moselle de 1824 à 1830, siégeant à l'extrême droite.

## Sources
- « François Marchand-Collin », dans Adolphe Robert et Gaston Cougny, Dictionnaire des parlementaires français, Edgar Bourloton, 1889-1891 [détail de l’édition]